# Łucznictwo na Letnich Igrzyskach Olimpijskich 1992

## Mężczyźni

### indywidualnie
| Lp. | Państwo          | Zawodnik        |
| --- | ---------------- | --------------- |
| 1   | Francja          | Sebastien Flute |
| 2   | Korea Południowa | Chung Jae-hun   |
| 3   | Wielka Brytania  | Simon Terry     |

### drużynowo
| Lp. | Państwo         | Zawodnicy                                            |
| --- | --------------- | ---------------------------------------------------- |
| 1   | Hiszpania       | Juan Carlos Holgado Alfonso Menendez Antonio Vazquez |
| 2   | Finlandia       | Ismo Falck Jari Lipponen Tomi Poikolainen            |
| 3   | Wielka Brytania | Steven Hallard Richard Priestman Simon Terry         |

## Kobiety

### indywidualnie
| Lp. | Państwo          | Zawodniczka      |
| --- | ---------------- | ---------------- |
| 1   | Korea Południowa | Cho Youn-jeong   |
| 2   | Korea Południowa | Kim Soo-nyung    |
| 3   | WNP              | Natalia Walejewa |

### drużynowo
| Lp. | Państwo          | Zawodniczki                                                |
| --- | ---------------- | ---------------------------------------------------------- |
| 1   | Korea Południowa | Cho Youn-jeong Kim Soo-nyung Lee Eun-kyung                 |
| 2   | Chiny            | Ma Xiangjun Wang Hong Wang Xiaozhu                         |
| 3   | WNP              | Ludmiła Arjżannikowa Chatuna Kuriwiszwili Natalia Walejewa |